# Запис миро храст код цркве (Церова)
Запис миро храст код цркве (Церова) се налази на парцели чији је власник Православна црквена општина Темска.

## Локација
| Општина             | Пирот                                                            |
| Катастарска општина | Церова                                                           |
| Потес               | Село                                                             |
| Координате          | 43° 18′ 42″ С; 22° 29′ 32″ И / 43.311700000000002° С; 22.4922° И |
| Надморска висина    | 520m                                                             |

## Карактеристике
Дендрометријске вредности утврђене на терену и сателитским снимцима:
| Стабло                     | Храст |
| Висина стабла              | m     |
| Обим дебла                 | m     |
| Пречник крошње             | 18m   |
| Пречник дебла              | m     |
| Висина дебла до прве гране | m     |

## База записа
Запис је у оквиру Викимедија пројекта "Запис - Свето дрво" заведен под редним бројем 0846.